# Лавнова, Кристина Витальевна
Кристина Витальевна Лавнова (до 2016 — Толстухина; род. 4 марта 1994 года, Челябинск) — российская волейболистка, либеро.

## Биография
Кристина родилась 4 марта 1994 года в Челябинске. Воспитанница СДЮСШОР «Юность-Метар». Её первым тренером была Любовь Борисовна Гамова (тётя Екатерины Гамовой).
С 2011 по 2014 год Кристина выступала на позиции связующей за саратовскую команду «Газпром» в Любительской лиге.
С 2014 по 2021 год играла на позиции либеро за «Протон». С 2021 по 2023 выступала за «Динамо-Метар». С 2023 — игрок «Тулицы».
Мастер спорта России (2016).
4 июня 2016 года вышла замуж за волейбольного судью Михаила Лавнова.

## Достижения

### С клубами
- 3-кратный бронзовый призёр Кубка России (2016, 2017, 2022)